# آرنه سیشتد
آرنه سیشتد (انگلیسی: Arne Sejersted; ۱۸ ژوئیهٔ ۱۸۷۷ – ۱۷ دسامبر ۱۹۶۰) قایقران قایق بادبانی اهل نروژ بود.